# Brachysomophis atlanticus
Brachysomophis atlanticus är en fiskart som beskrevs av Jacques Blache och Saldanha 1972. Brachysomophis atlanticus ingår i släktet Brachysomophis och familjen Ophichthidae. Inga underarter finns listade.